# Киевский завод автоматики имени Г. И. Петровского
ПАО Научно-производственное объединение «Киевский завод автоматики» (укр. ПАТ Науково-виробниче об'єднання «Київський завод автоматики») — предприятие военно-промышленного комплекса Украины, которое специализируется на разработке, производстве и ремонте специальной гироскопической и навигационной техники, а также выпускает продукцию гражданского назначения.
Завод внесён в перечень предприятий Украины, не подлежащих приватизации. Входит в перечень предприятий, имеющих стратегическое значение для экономики и безопасности Украины.

## Деятельность
По состоянию на начало 2008 года, основной продукцией предприятия являлись приборы управления подвижными морскими объектами, морские навигационные комплексы, гиромоторы, приборы и механизмы для боевых модулей украинского производства (механизм поворота КБА, механизм подъёма КБА, прибор целеуказания ПЦУ-01, пульт управления ПУ-03, стабилизатор вооружения СВУ-500), а также продукция гражданского назначения (оборудование для автоматизации газопромышленного комплекса).
2008 год завод закончил с чистой прибылью 7,154 млн. гривен.
2009 год завод закончил с чистой прибылью 865 тыс. гривен.
После создания в декабре 2010 года государственного концерна «Укроборонпром», завод вошёл в состав концерна.
В октябре 2013 года на Яворовском полигоне Киевский завод автоматики представил демонстрационный образец новой разработки: цифровой стабилизатор вооружения СВУ-500-7Ц для БМП-2.
В течение 2013 года завод перечислил государству налоги, сборы и платежи на общую сумму 24,5 млн. гривен и завершил 2013 год с чистой прибылью в размере 1,3 млн. гривен, при этом 81% реализованной в этом году продукции было поставлено на экспорт, российским предприятиям ОАО «Завод «Двигатель» (г. Санкт-Петербург) и ОАО «Завод «Дагдизель».
30 августа 2015 года представители завода сообщили о завершении работ по созданию стабилизатора вооружения СВУ-500-7Ц.
В 2015 году завод увеличил объемы реализации продукции в 2,7 раза.
Общая стоимость продукции, реализованной предприятием в первом полугодии 2016 года, составила 38,6 млн. гривен.